# Легіслатура штату Гаваї
Легіслатура штату Гаваїв — є двокамерним законодавчим органом американського штату Гаваї. Орган складається з двох палат: Сенату із 25 сенаторами та Палати представників з 51 представником. Повноваження Легіслатури описуються в Статті III Конституції штату Гаваї. Легіслатура збирається в будівлі Капітолія штату Гаваї в столиці штату, місті Гонолулу що на острові Оаху.
Наразі, абсолютну більшість в обох палатах має Демократична партія. В Сенаті вона має всі мандати, крім одного. В 2018 році в Сенаті Гаваїв виникла унікальна ситуація, коли всі до одного місця в цій палаті отримали демократи. Вперше з 1980 року (коли Сенат Алабами та Сенат Луїзіани були повністю під владою демократів) одна партія отримала повний контроль над палатою законодавчого органу штату.
Легіслатура штату Гаваї переїхала до нової будівлі Капітолія штату Гаваї в центрі міста (де розміщується і досі) 15 березня 1969. До цього законодавчий орган розміщувався в Палаці Іолані, яка є колишньою резиденцією гавайських монархів. В 1990-их законодавчий орган тимчасово розміщувався в сусідніх будівлях, поки Капітолій був закритий для робіт із прибирання азбесту.

## Історія
Легіслатура штату Гаваї є наступницею двопалатного Парламенту Королівства Гаваї, створеного відповідно до конституції королівства 1840 року. В 1852 році, за новою конституцією, парламент складався з Палати представників та Палати дворян. Після перевороту в королівстві та після його падіння в 1894 році, цей парламент став законодавчим органом короткотривалої Республіки Гаваї, а в 1898 році він перетворився на Легіслатуру території Гаваї, коли острови були анексовані Сполученими Штатами Америки. Легіслатура штату Гаваї в сучасному вигляді була створена в 1959 році, коли Конгрес США ухвалив Акт про надання Гаваям статусу штату, і територія Гаваї стала 50-им штатом.

## Депутати
Палата представників має 51 депутата, які обираються на терміни в два роки, без обмеження кількості термінів. 25 членів Сенату обираються на чотирирічні терміни, так само без обмеження кількості термінів. Як і в більшості інших законодавчих органів штатів США, депутатство не є повною зайнятістю, і члени Легіслатури зазвичай мають основне місце роботи, окрім Легіслатури.
Члени обох палат обирають зі свого складу голів своїх палат: Президента і Віцепрезидента Сенату, Спікера і Віцеспікера Палати представників. Ці посади зазвичай займають члени партії більшості. На відміну від багатьох інших штатів, де віцегубернатор є формальним головою верхньої палати, на Гаваях віцегубернатор повністю відсторонений від законодавчого процесу.
Заробітна плата членів законодавчого органу в 2014 році складала 57 852 доларів на рік, а також доплати за кожен сесійний день у розмірі 10 доларів для депутатів з острова Оаху та 175 доларів для депутатів з інших островів (очевидно, щоб покрити їхні транспортні видатки).
Розділ 7 статті III конституції штату Гаваї вимагає щоб член Сенату був жителем Гаваїв протягом не менше трьох років до виборів, був повнолітнім та мав право голосу в сенатському виборчому окрузі, в якому збирається балотуватись. Винятком з правила частини правила щодо виборчого округу є перші вибори після зміни меж виборчих округів. Члени Палати представників так само мають бути повнолітніми, жити на Гаваях три роки та жити у виборчому окрузі, з якого балотуються.

## Сесії
Кожна сесія законодавчого органу штату триває два роки, починаючись в кожен непарний рік. Розділ 10 статті III конституції штату Гаваї вимагає від законодавчого органу щорічно збиратись на регулярну сесію о 10 годині третьої середи січня. Регулярні сесії обмежені періодом в 60 робочих днів, що виключає вихідні, свята та перерви в роботі.
Практичною перевагою дворічної сесії є те, що будь-який законопроєкт, винесений під час першого року і не ухвалений за цей рік, може бути розглянутий під час другого року, з того моменту, на якому його розгляд зупинився в першому році. Однак, в кінці дворічного терміну, всі законопроєкти, які не були ухвалені, відхиляються і мають бути внесені знову щоб бути розглянутими.

## Право вето
Губернатор Гаваїв може накладати вето на законопроєкти ухвалені Легіслатурою штату Гаваї. Легіслатура може подолати це вето двома третинами голосів в кожній палаті. Законопроєкти, подані Губернатору більш ніж за десять днів до кінця сесії, мають бути підписані або заветовані протягом десяти днів. Законопроєкти подані в останні десять днів сесії мають бути підписані або заветовані протягом 45 календарних днів. Легіслатура може скликати спеціальну сесію після закінчення звичайної сесії, щоб голосувати за подолання вето губернатора. Будь-які законопроєкти, які не були підписані Губернатором і він не наклав на них вето протягом необхідного періоду, стають законами автоматично, на відміну від федерального рівня, на якому якщо Президент не підписав законопроєкт протягом певного періоду, він фактично відхиляється (а точніше, зависає в невизначеному стані).
Губернатор має особливе право вето щодо податкової частини законопроєктів: в законопроєктах, в яких передбачені податки, Губернатор може знизити розмір податків або прибрати їх повністю, перед тим як підписати законопроєкт (крім податків, які підуть на законодавчу чи судову гілки влади). Легіслатура не може подолати такі зміни.

## Галерея

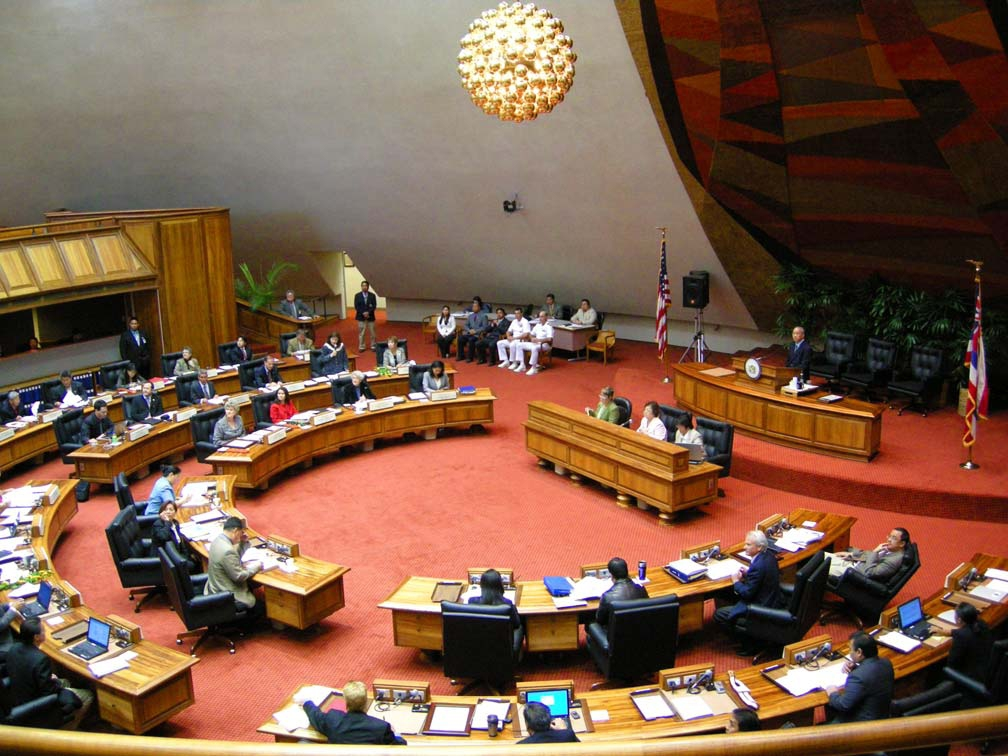
Зала засідань Палати представників Гаваїв
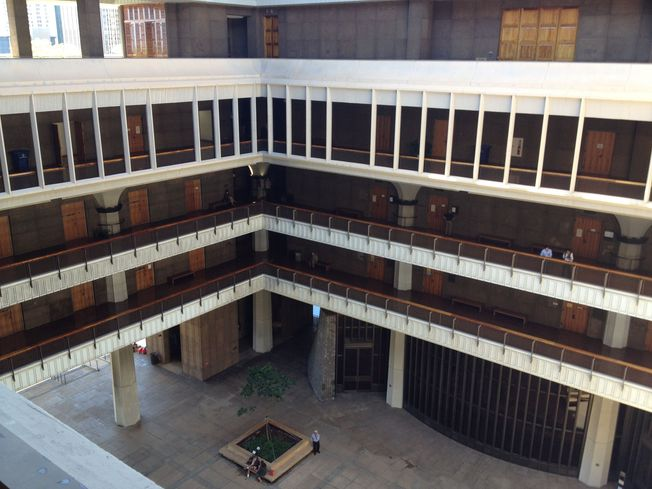
Головна зала всередині будівлі Капітолія.
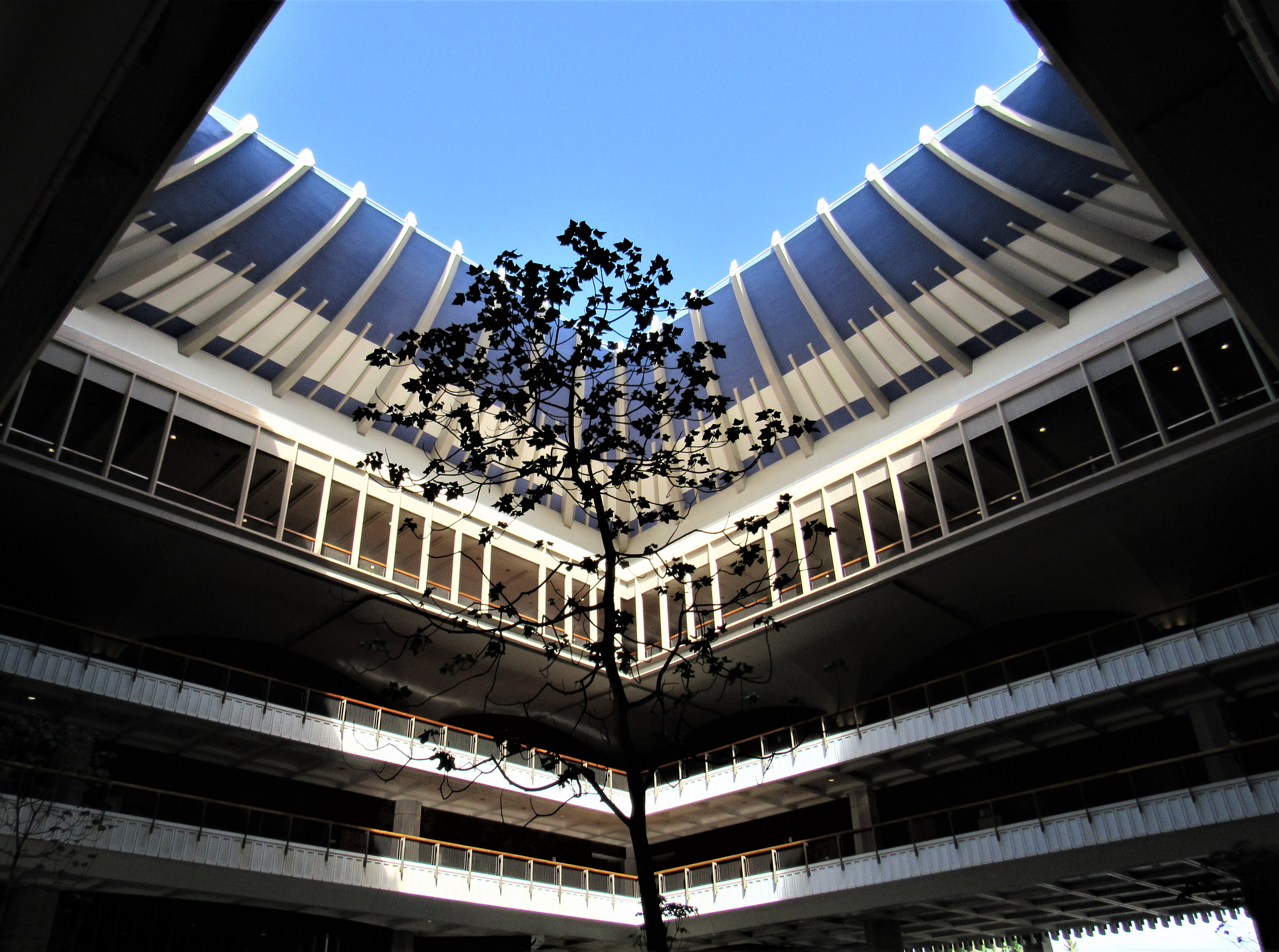
Головна зала.
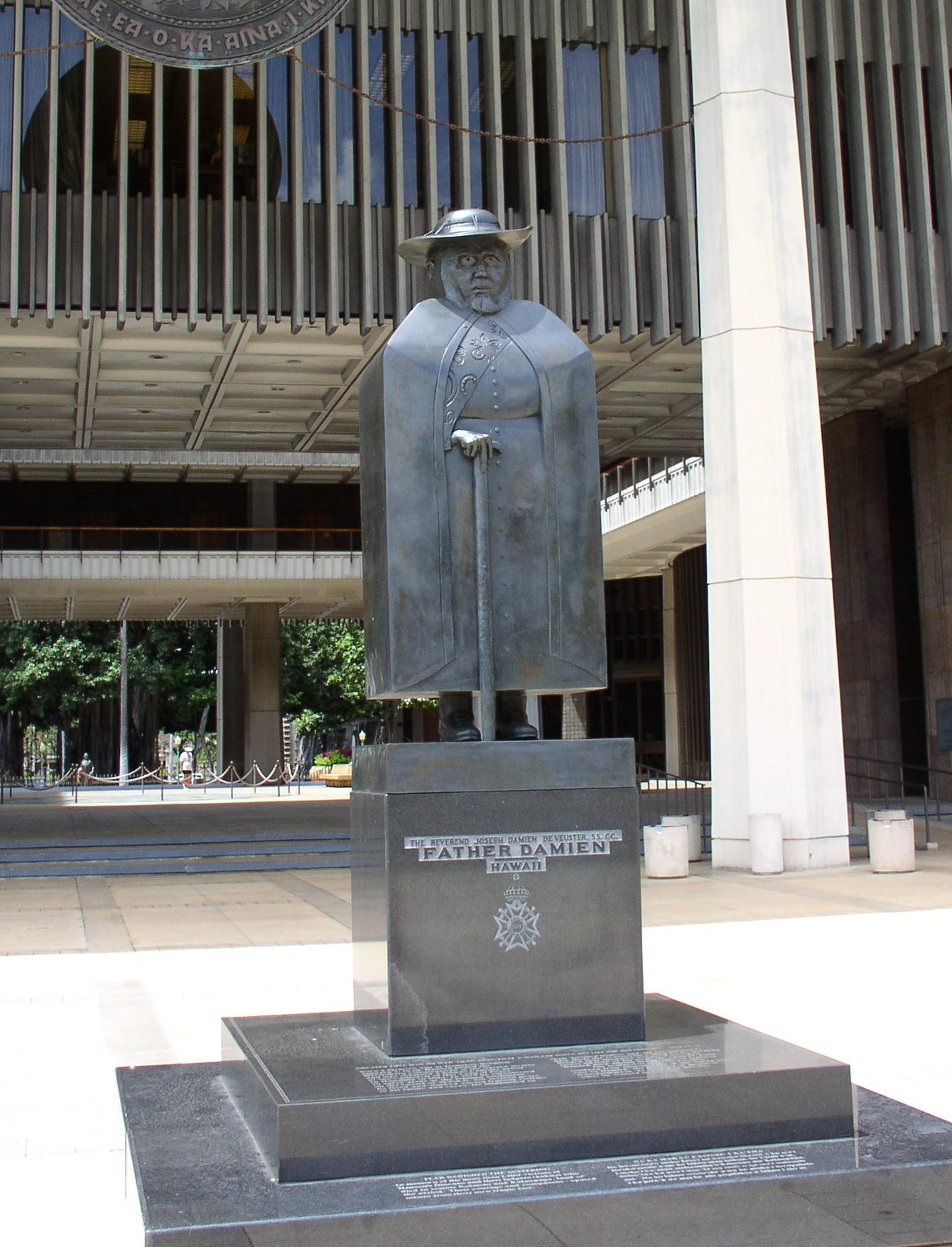
Пам'ятник Дам'ян де Вестеру перед Капітолієм.
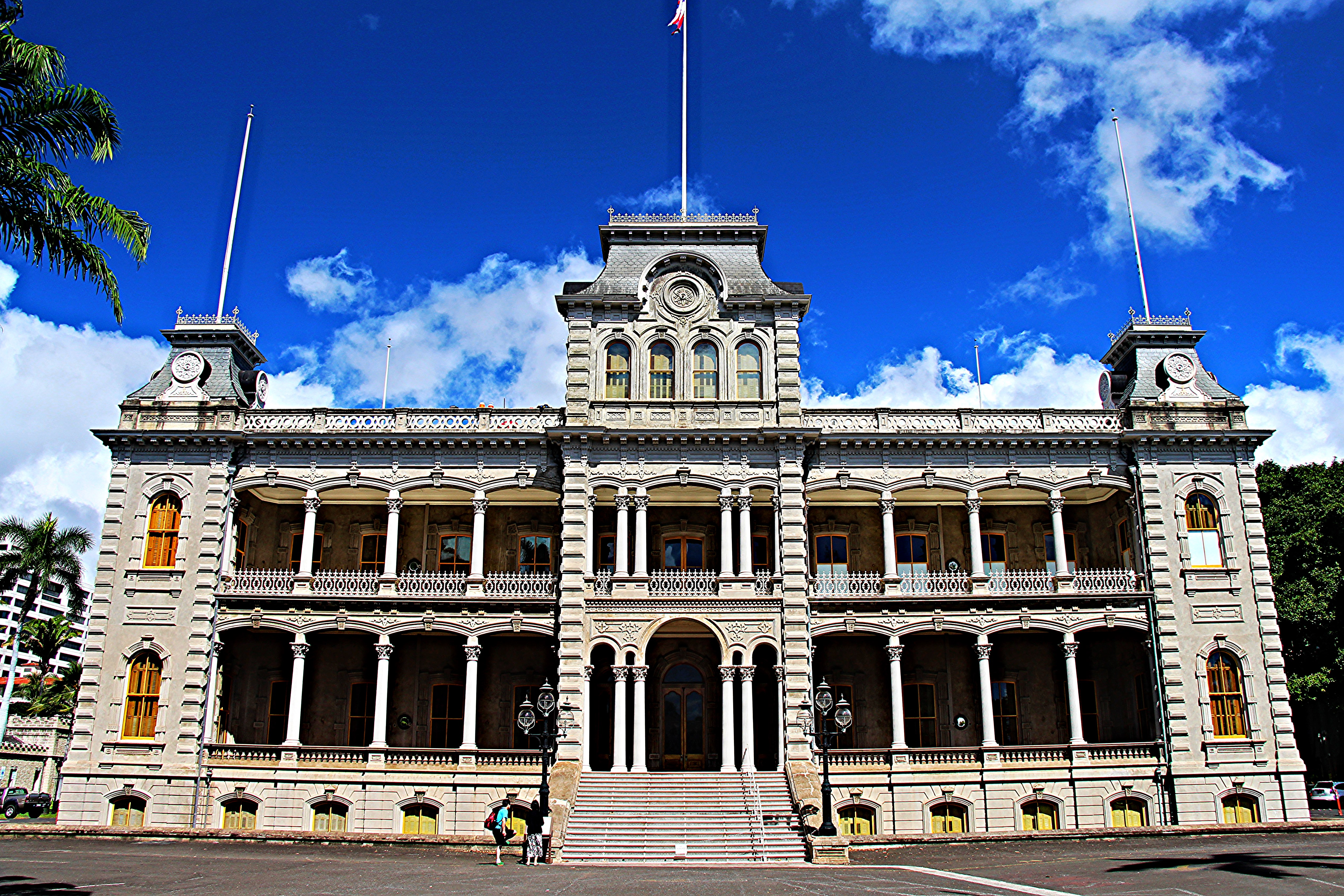
Палац Іолані, в якому розміщувалась Легіслатура до 1969 року.